# St Germans
St Germans (Lannales en cornique) est un village et une paroisse civile des Cornouailles, en Angleterre.

## Toponymie
St Germans doit son nom au saint patron de son église, Germain d'Auxerre. Le village est attesté pour la première fois dans le Domesday Book, compilé en 1086.

## Géographie
St Germans est un village des Cornouailles, dans le Sud-Ouest de l'Angleterre. Il est situé dans le sud-est du comté, sur la Tiddy (en), juste en amont de sa confluence avec la Lynher (en). Le port de Plymouth se trouve à une quinzaine de kilomètres à l'est. Le village dispose d'une gare ferroviaire (en) qui est desservie par les trains de la Cornish Main Line (en).

## Histoire
Le Domesday Book indique qu'en 1086, vingt ans après la conquête normande de l'Angleterre, le manoir de St Germans est la propriété de l'évêque d'Exeter. Le village compte alors 92 habitants et sa valeur annuelle est estimée à 13 livres.

## Démographie
Au recensement de 2011, la paroisse civile de St Germans comptait 1 453 habitants.
| 1801  | 1811  | 1821  | 1831  | 1841  | 1851  | 1881  |
| ----- | ----- | ----- | ----- | ----- | ----- | ----- |
| 2 030 | 2 139 | 2 404 | 2 586 | 2 843 | 2 967 | 2 307 |

| 1891  | 1901  | 1911  | 1921  | 1931  | 1951  | 1961  |
| ----- | ----- | ----- | ----- | ----- | ----- | ----- |
| 2 384 | 2 126 | 2 050 | 1 986 | 1 964 | 2 084 | 1 877 |

| 1971 | 1981 | 1991 | 2001 | 2011  | - | - |
| ---- | ---- | ---- | ---- | ----- | - | - |
| ?    | ?    | ?    | ?    | 1 453 | - | - |

## Culture locale et patrimoine
St Germans est jumelée avec :
- Plouguerneau (France)